# 雷帕拉达县
雷帕拉达县（英語：Shi Yomi district）是印度阿鲁纳恰尔邦的一个县，首府位於巴萨尔（Basar）。除南部极小一部分以外，该县其余地区均位于中印争议的“藏南地区”中，中华人民共和国不承认印度对其主权，行政区划上划归西藏自治区管辖。
雷帕拉达县于2018年自下桑朗县析置。